# Пайруз Жан Алі Казбекович
Жан Алі Казбекович Пайруз (каз. Жан Әли Қазбекұлы Пайруз, 12 серпня 1999 Тараз) — казахстанський футболіст, нападник клубу «Шахтар» Караганда і молодіжної збірної Казахстану. На правах оренди виступає за «Каспій» (Актау).

## Кар'єра
Футбольну кар'єру розпочав у 2017 році у складі клубу «Шахтар» з Караганди.
У 2018 році грав за фарм-клуб «Шахтар-Булат», а з 2018 року став залучатись до матчів основної команди, втім основним гравцем не був. В результаті у липні 2021 року був відданий в оренду до кінця сезону в «Каспій» (Актау)

## Виступи за збірні
Виступав за юнацькі та молодіжні збірні Казахстану.